# Mariusz Treliński
Mariusz Jerzy Treliński est un metteur en scène, réalisateur et scénariste polonais né le 28 mars 1962 à Varsovie,.

## Récompenses et distinctions

### Récompenses
En 2018, il est lauréat du prix du meilleur metteur en scène aux International Opera Awards.

### Distinctions
En 2013, il reçoit la croix de chevalier de l'ordre Polonia Restituta. En 2025, il reçoit la médaille d'or du Mérite culturel polonais Gloria Artis.